# Tour du Finistère 2018
Il Tour du Finistère 2018, trentatreesima edizione della corsa e valevole come evento dell'UCI Europe Tour 2018 categoria 1.1, si è svolta il 14 aprile 2018 su un percorso di 191,1 km, con partenza da Saint-Évarzec e arrivo a Quimper, in Francia. La vittoria è stata appannaggio del francese Jonathan Hivert, che ha completato il percorso in 4h43'04", alla media di 40,51 km/h, precedendo i connazionali Romain Bardet e Guillaume Martin.
Sul traguardo di Quimper sono arrivati 64 ciclisti, sui 126 partiti da Saint-Évarzec.

## Squadre e corridori partecipanti
| N.    | Cod. | Squadra                       |
| ----- | ---- | ----------------------------- |
| 1-7   | EUS  | Euskadi Basque Country-Murias |
| 11-17 | WGG  | Wanty-Groupe Gobert           |
| 21-27 | ALM  | AG2R La Mondiale              |
| 31-37 | BMC  | BMC Racing Team               |
| 41-46 | GFC  | Groupama-FDJ                  |
| 51-57 | TDE  | Direct Énergie                |
| 61-67 | FST  | Team Fortuneo-Samsic          |
| 71-76 | COF  | Cofidis, Solutions Crédits    |
| 81-87 | DMP  | Delko Marseille Provence KTM  |

| N.      | Cod. | Squadra                    |
| ------- | ---- | -------------------------- |
| 91-97   | SVB  | Sport Vlaanderen-Baloise   |
| 101-106 | UHC  | UnitedHealthcare           |
| 111-117 | AUB  | St Michel-Auber 93         |
| 121-127 | RLM  | Roubaix Lille Métropole    |
| 131-137 | VCC  | Vital Concept Cycling Club |
| 141-147 | CIB  | Cibel-Cebon                |
| 151-157 | TJI  | Joker Icopal               |
| 161-167 | EUK  | Team Euskadi               |
| 171-177 | TIS  | Tarteletto-Isorex          |

## Ordine d'arrivo (Top 10)
| Pos. | Corridore          | Squadra | Tempo    |
| ---- | ------------------ | ------- | -------- |
| 1    | Jonathan Hivert    | Direct  | 4h43'04" |
| 2    | Romain Bardet      | AG2R    | s.t.     |
| 3    | Guillaume Martin   | Wanty   | s.t.     |
| 4    | Nicolas Edet       | Cofidis | s.t.     |
| 5    | Jimmy Janssens     | Cibel   | s.t.     |
| 6    | Jérémy Cornu       | Direct  | s.t.     |
| 7    | Fabien Grellier    | Direct  | s.t.     |
| 8    | Tejay van Garderen | BMC     | s.t.     |
| 9    | Carl Fredrik Hagen | Joker   | s.t.     |
| 10   | Lilian Calmejane   | Direct  | a 7"     |